# Лесагурт
Лесагурт — деревня в Дебёсском районе Удмуртской республики.

## География
Находится в восточной части Удмуртии на расстоянии приблизительно 6 км на запад по прямой от районного центра села Дебёссы.

## История
Известна с 1873 года как починок Ирымской (Лесагурт) с 34 дворами. В 1905 году (уже деревня Ирымская или Лесагурт)- 75 дворов, в 1924 (уже деревня) 118. До 2021 года входила в состав Тольенского сельского поселения.

## Население
Постоянное население составляло 336 человек (1873 год), 716 (1905), 827(1926, все удмурты), 241 человек в 2002 году (удмурты 93 %), 173 в 2012.